# Hyperolius reesi
Hyperolius reesi är en groddjursart som beskrevs av Schiøtz 1982. Hyperolius reesi ingår i släktet Hyperolius och familjen gräsgrodor. IUCN kategoriserar arten globalt som livskraftig. Inga underarter finns listade i Catalogue of Life.